# Ashes Tour 2006/07
Die Ashes Tour 2006/07 war die Tour der englischen Cricket-Nationalmannschaft in Australien die die 64. Austragung der Ashes beinhaltete und wurde zwischen dem 23. November 2006 und 9. Januar 2007 ausgetragen. Die Ashes Series 2006/07 selbst wurde in Form von fünf Testspielen zwischen England und Australien ausgetragen. Die Tour, die Bestandteil der internationalen Cricket-Saison 2006/07 war, beinhaltete neben der Testserie eine Reihe weitere Spiele zwischen den beiden Mannschaften. Die Testserie wurde von Australien mit 5–0 gewonnen die Twenty20 mit 1–0.

## Vorgeschichte
Beide Teams spielten zuvor in der ICC Champions Trophy 2006, bei dem Australien den zweiten Platz erreichte und England in der Vorrunde ausschied.
Das letzte Aufeinandertreffen der beiden Mannschaften bei einer Tour fand bei der Ashes Tour 2005 in England statt. Dort gelang es dem englischen Team das erste Mal seit 18 Jahren die Ashes für sich zu gewinnen.
Vor der Austragung kam es zu zahlreichen Diskussionen um die Vergabe der Tickets für die fünf Tests. Der Australische Verband versuchte die Anzahl der Tickets die an englische Fans gingen zu limitieren und setzte ein Vorzugsrecht für australische Fans durch. Allerdings begünstigte dieses Vorgehen, dass Tickets zu erhöhten Preisen über Internet-Plattformen weiterverkauft wurden, worauf der Verband mit zahlreichen Annullierungen von Tickets reagierte.

## Stadien
| Stadion                  | Stadt     | Kapazität | Spiele  |
| ------------------------ | --------- | --------- | ------- |
| Adelaide Oval            | Adelaide  | 53.583    | 2. Test |
| The Gabba                | Brisbane  | 42.000    | 1. Test |
| Melbourne Cricket Ground | Melbourne | 100.024   | 4. Test |
| WACA Ground              | Perth     | 20.000    | 3. Test |
| Sydney Cricket Ground    | Sydney    | 48.000    | 5. Test |

## Kaderlisten
England benannte seine Kader am 12. September 2006.
Australien benannte seinen Kader am 16. November 2006.
| Test | Test | Twenty20 | Twenty20 |
| Australien | England | Australien | England |
| --- | --- | --- | --- |
| - Ricky Ponting (K) - Stuart Clark - Michael Clarke - Adam Gilchrist (wk) - Matthew Hayden - Justin Langer - Brett Lee - Glenn McGrath - Damien Martyn - Andrew Symonds - Shane Warne | - Andrew Flintoff (K) - James Anderson - Ian Bell - Paul Collingwood - Alastair Cook - Ashley Giles - Steve Harmison - Matthew Hoggard - Geraint Jones (wk) - Sajid Mahmood - Monty Panesar - Kevin Pietersen - Chris Read - Andrew Strauss | - Ricky Ponting (K) - Nathan Bracken - Michael Clarke - Adam Gilchrist (wk) - Shane Harwood - Matthew Hayden - Ben Hilfenhaus - Brad Hogg - James Hopes - Michael Hussey - Andrew Symonds - Cameron White | - Michael Vaughan (K) - James Anderson - Ian Bell - Paul Collingwood - Jamie Dalrymple - Andrew Flintoff - Ed Joyce - Jon Lewis - Sajid Mahmood - Paul Nixon (wk) - Monty Panesar - Kevin Pietersen - Liam Plunkett - Chris Read - Andrew Strauss - Chris Tremlett |

## Tour Matches
| 10. November Scorecard | Canberra | Prime Minister's XI 347-5 (50)           | – | England XI 181 (38.4) |
|                        |          | Prime Minister's XI gewinnt mit 166 Runs |   |                       |

| 12. – 14. November Scorecard | Sydney | New South Wales 355-9d (101.1) & 194-6 (51) | – | England XI 349 (90.4) |
|                              |        | Remis                                       |   |                       |

| 17. – 19. November Scorecard | Adelaide | South Australia 247-7d (81.1) & 164-2 (46) | – | England XI 415 (124.1) |
|                              |          | Remis                                      |   |                        |

| 8. Dezember Scorecard | Perth | England XI 259-8 (50)                                 | – | Cricket Australia Chairman's XI 260-3 (40.1) |
|                       |       | Cricket Australia Chairman's XI gewinnt mit 7 Wickets |   |                                              |

| 9. – 10. Dezember Scorecard | Perth | Western Australia 322-8d (97.3) | – | England XI 356-5 (88) |
|                             |       | Remis                           |   |                       |

## Tests

### Erster Test in Brisbane
| 23. – 27. November Scorecard | Brisbane | Australien 602-9d (155) & 202-1d (45.1) | – | England 157 (61.1) & 370 (100.1) |
|                              |          | Australien gewinnt mit 277 Runs         |   |                                  |

### Zweiter Test in Adelaide
| 1. – 5. Dezember Scorecard | Adelaide | England 551-6d (168) & 129 (73)  | – | Australien 513 (165.3) & 168-4 (32.5) |
|                            |          | Australien gewinnt mit 6 Wickets |   |                                       |

### Dritter Test in Perth
| 14. – 18. Dezember Scorecard | Perth | Australien 244 (71) & 527-5d (112) | – | England 215 (64.1) & 350 (122.2) |
|                              |       | Australien gewinnt mit 206 Runs    |   |                                  |

### Vierter Test in Melbourne
| 26. – 30. Dezember Scorecard | Melbourne | England 159 (74.2) & 161 (65.5)                  | – | Australien 419 (108.3) |
|                              |           | Australien gewinnt mit einem Innings und 99 Runs |   |                        |

### Fünfter Test in Sydney
| 2. – 6. Januar Scorecard | Sydney | England 291 (103.4) & 147 (58)    | – | Australien 393 (96.3) & 46-0 (10.5) |
|                          |        | Australien gewinnt mit 10 Wickets |   |                                     |

Nach dem Spiel erklärten mehrere australische Spieler ihren Rücktritt vom internationalen Cricket: Justin Langer, Shane Warne und Glenn McGrath.

## Twenty20 International in Sydney
| 9. Januar Scorecard | Sydney | Australien 221-5 (20)          | – | England 144-9 (20) |
|                     |        | Australien gewinnt mit 77 Runs |   |                    |

## Statistiken
Die folgenden Cricketstatistiken wurden bei dieser Tour erzielt.
| Tests            | Tests      | Tests   | Tests   | Tests   | Tests   | Tests   | Tests   | Tests   |
| Batting          | Batting    | Batting | Batting | Batting | Batting | Batting | Batting | Batting |
| Spieler          | Mannschaft | Spiele  | Innings | Runs    | Average | HS      | 100s    | 50s     |
| ---------------- | ---------- | ------- | ------- | ------- | ------- | ------- | ------- | ------- |
| Ricky Ponting    | Australien | 5       | 8       | 576     | 82,28   | 196     | 2       | 2       |
| Kevin Pietersen  | England    | 5       | 10      | 490     | 54,44   | 158     | 1       | 3       |
| Michael Hussey   | Australien | 5       | 7       | 458     | 91,60   | 103     | 1       | 4       |
| Paul Collingwood | England    | 5       | 10      | 433     | 48,11   | 206     | 1       | 1       |
| Matthew Hayden   | Australien | 5       | 9       | 413     | 51,62   | 153     | 1       | 1       |
| Bowling          |            |         |         |         |         |         |         |         |
| Spieler          | Mannschaft | Spiele  | Overs   | Wickets | Average | BBI     | 5W      | 10W     |
| Stuart Clark     | Australien | 5       | 194.2   | 26      | 17,03   | 4/72    | 0       | 0       |
| Shane Warne      | Australien | 5       | 241.2   | 23      | 30,34   | 5/39    | 1       | 0       |
| Glenn McGrath    | Australien | 5       | 209.1   | 21      | 23,90   | 6/50    | 1       | 0       |
| Brett Lee        | Australien | 5       | 196.5   | 20      | 33,20   | 4/47    | 0       | 0       |
| Matthew Hoggard  | England    | 4       | 141     | 13      | 37,38   | 7/109   | 1       | 0       |

| Twenty20         | Twenty20   | Twenty20 | Twenty20 | Twenty20 | Twenty20 | Twenty20 | Twenty20 | Twenty20 |
| Batting          | Batting    | Batting  | Batting  | Batting  | Batting  | Batting  | Batting  | Batting  |
| Spieler          | Mannschaft | Spiele   | Innings  | Runs     | Average  | HS       | 100s     | 50s      |
| ---------------- | ---------- | -------- | -------- | -------- | -------- | -------- | -------- | -------- |
| Adam Gilchrist   | Australien | 1        | 1        | 48       | 48,00    | 48       | 0        | 0        |
| Ricky Ponting    | Australien | 1        | 1        | 47       | 47,00    | 47       | 0        | 0        |
| Cameron White    | Australien | 1        | 1        | 40       |          | 40*      | 0        | 0        |
| Andrew Symonds   | Australien | 1        | 1        | 39       |          | 39*      | 0        | 0        |
| Jamie Dalrymple  | England    | 1        | 1        | 32       | 32,00    | 32       | 0        | 0        |
| Bowling          |            |          |          |          |          |          |          |          |
| Spieler          | Mannschaft | Spiele   | Overs    | Wickets  | Average  | BBI      | 5W       | 10W      |
| Ben Hilfenhaus   | Australien | 1        | 4        | 2        | 8,00     | 2/16     | 0        | 0        |
| Andrew Symonds   | Australien | 1        | 4        | 2        | 12,00    | 2/24     | 0        | 0        |
| Monty Panesar    | England    | 1        | 4        | 2        | 20,00    | 2/40     | 0        | 0        |
| Cameron White    | Australien | 1        | 2        | 1        | 11,00    | 1/11     | 0        | 0        |
| Nathan Bracken   | Australien | 1        | 3        | 1        | 20,00    | 1/20     | 0        | 0        |
| Paul Collingwood | England    | 1        | 4        | 1        | 36,00    | 1/36     | 0        | 0        |
| Shane Harwood    | Australien | 1        | 4        | 1        | 44,00    | 1/44     | 0        | 0        |
| James Anderson   | England    | 1        | 4        | 1        | 64,00    | 1/64     | 0        | 0        |

## Player of the Series
Als Player of the Series wurden die folgenden Spieler ausgezeichnet.
| Serie | Player of the Series |
| ----- | -------------------- |
| Test  | Ricky Ponting        |

### Player of the Match
Als Player of the Match wurden die folgenden Spieler ausgezeichnet.
| Spiel   | Player of the Match |
| ------- | ------------------- |
| 1. Test | Ricky Ponting       |
| 2. Test | Ricky Ponting       |
| 3. Test | Michael Hussey      |
| 4. Test | Shane Warne         |
| 5. Test | Stuart Clark        |
| 1. T20  | Cameron White       |